# Premio Valz

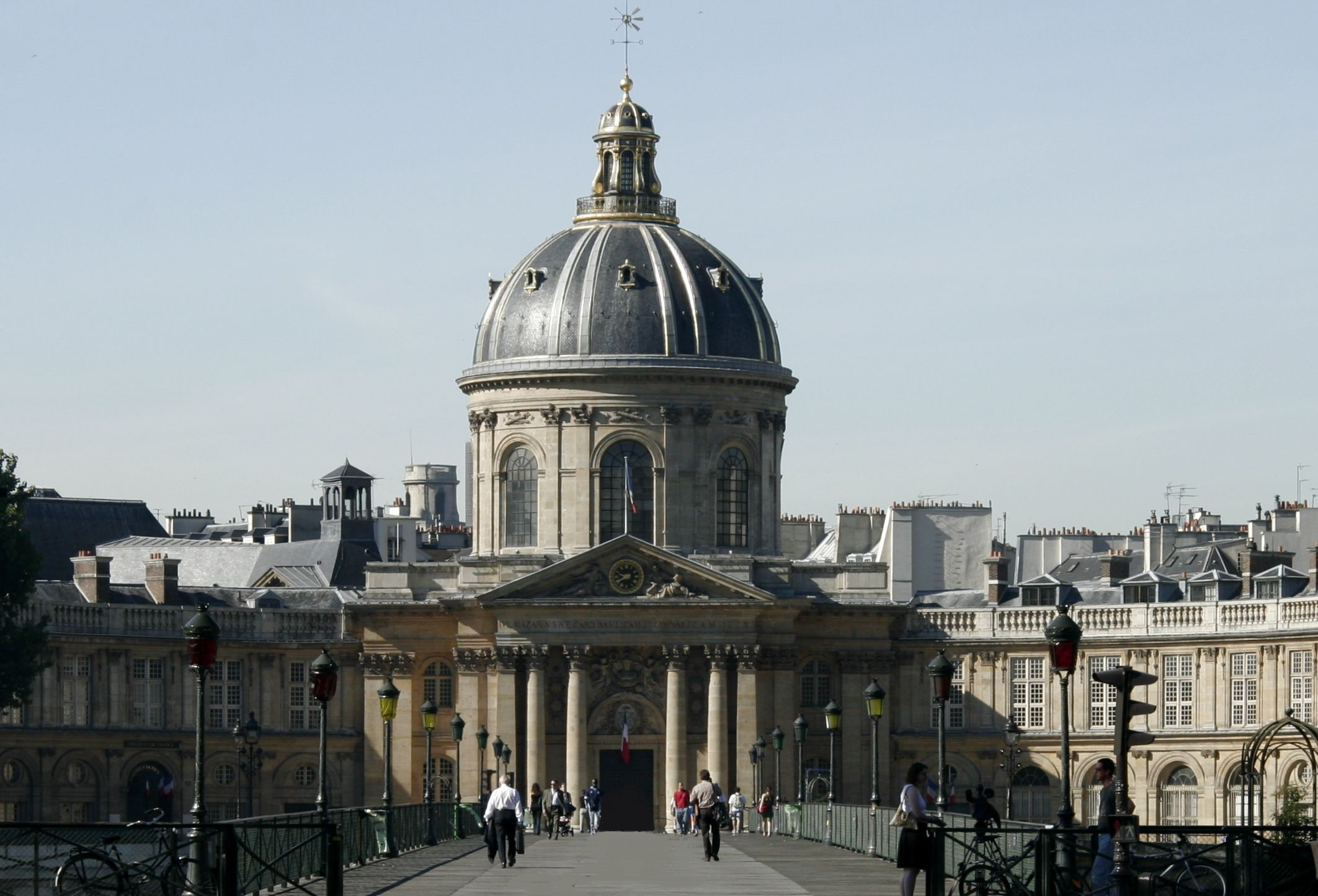
El Instituto de Francia en París, sede de la Academia de Ciencias de Francia.

El Premio Valz (Prix Valz en francés) es un galardón que fue otorgado por la Academia de Ciencias de Francia desde 1877 hasta 1970, en reconocimiento a los autores de avances relevantes en el campo de la astronomía.

## Historia
El Premio Valz fue establecido en junio de 1874, cuando la viuda del astrónomo Benjamin Valz, Marie Madeleine Julie Malhian, donó 10.000 francos para establecer un premio en honor de su marido. El Premio Valz nació con la idea de ser otorgado por la realización de trabajos de una categoría similar a los reconocidos por el preexistente Premio Lalande. El primer Premio Valz fue otorgado en 1877 a los hermanos Paul y Prosper Henry, con un monto de 460 francos.
Excepto en 1924, la Academia Francesa de Ciencias otorgó el Premio Valz anualmente desde 1877 hasta 1943. A partir de 1943, el premio fue otorgado de forma esporádica (solo una vez por década desde 1950 a 1970). En 1970 fue unificado con el Premio Lalande para crear el Premio Lalande-Valz, que continuó siendo otorgado hasta 1996. En 1997, se volvió a unificar con otros numerosos premios de la Academia, para crear la Gran Medalla de la Academia de Ciencias de Francia.

## Lista de ganadores del Premio Valz
- 1877 - Paul Henry y Prosper Henry (adjudicación conjunta) - Cuadros para facilitar la búsqueda de asteroides.[1][4]
- 1878 - Julius Schmidt - Trabajo selenográfico.[4][5]
- 1879 - Étienne Trouvelot - Trabajos sobre Júpiter, Saturno y Marte.[4][6]
- 1880 - Wilhelm Tempel - Descubrimiento de veinte cometas.[4][7]
- 1881 - David Gill - Trabajo en la determinación del paralaje del sol.[4][7][8]
- 1882 - William Huggins - Aplicaciones de la fotografía al estudio de los espectros de cuerpos celestes.[4][7]
- 1882 - Luiz Cruls - Estudios espectrales del Gran Cometa de 1882.[4][7][9]
- 1883 - Édouard Jean-Marie Stephan - Descubrimientos de nebulosas.[4][7][10]
- 1884 - Friedrich Karl Ginzel - Trabajo sobre los eclipses solares.[4][7][11]
- 1885 - Friedrich Wilhelm Gustav Spörer - Trabajo sobre las manchas solares.[4][7][12]
- 1886 - Camille Guillaume Bigourdan - Investigación sobre el problema de los errores de apreciación.[4][7][13]
- 1887 - Ernest Perigaud - Investigación sobre los instrumentos meridianos del Observatorio de París.[4][7][14]
- 1888 - Edward Charles Pickering - Trabajos fotométricos en stellar magnitude[4][7][14]
- 1889 - Auguste Charlois - Trabajo astronómico sobre las órbitas de siete asteroides.[4][7][15]
- 1890 - S. de Glasenapp - Estudio sobre estrellas dobles publicado en el catálogo de estrellas del Observatorio de Púlkovo.[4][7][16]
- 1891 - Hermann Carl Vogel - Investigación en espectroscopia.[4][7][17]
- 1892 - Pierre Puiseux - La totalidad de su obra, incluida la dedicada a la aberración de la luz.[4][7][18]
- 1893 - Adolf Berberich - Cálculos de órbitas de estrellas dobles, cometas y planetas.[4][7][19]
- 1894 - Jean Coniel - Cálculos de las órbitas de asteroides.[4][7][20]
- 1895 - William Frederick Denning - Trabajo sobre meteoroides y descubrimiento de cometas.[4][7][21]
- 1896 - Joseph Bossert - Catálogo de 3.950 estrellas.[4][22]
- 1897 - Louis Fabry - Investigación sobre órbitas de cometas.[4][23][24]
- 1898 - Élie Colin - Investigación sobre astronomía y geodesia, especialmente sobre la latitud.[4][25][26]
- 1899 - Magnus Nyrén - Astronomía sideral y observaciones sobre el meridiano.[4][27]
- 1900 - Aloys Verschaffel - Observaciones y catálogo del meridiano.[4][28]
- 1901 - Charles André - Tratado sobre  Traite d'Astronomie Stellaire .[29]
- 1902 - Ernst Hartwig - Observaciones heliométricas y trabajos sobre estrellas variables.[30][31]
- 1903 - Alphonse Borrelly - Descubrimiento de cometas.[32]
- 1904 - Campos Rodrigues - Determinación del paralaje del Sol por medio del asteroide Eros[33][34]
- 1905 - Michel Giacobini - Descubrimiento de diez cometas.[4][35]
- 1906 - Johann Palisa - La totalidad de su investigación astronómica.[36][37]
- 1907 - Michel Giacobini - Trabajo astronómico.[38][39]
- 1908 - Michel Luizet - Trabajo sobre estrellas variables.[4][40]
- 1909 - Aymar de la Baume Pluvinel - La totalidad de su obra astronómica.[41][42]
- 1910 - Stéphane Javelle - Trabajos sobre nebulosas y cometas.[43][44]
- 1911 - Charlemagne Rambaud - Trabajo astronómico.[45][46]
- 1912 - Alexandre Schaumasse - Descubrimiento de cometas.[47][48]
- 1913 - Alfred Fowler - Trabajo sobre la serie principal de las líneas del hidrógeno.[49][50]
- 1914 - Pierre Salet - Investigación sobre los fenómenos de polarización en astronomía.[51][52]
- 1914 - Stanislas Chevalier - Investigación sobre el Sol.[51][52]
- 1915 - Armand Lambert - Trabajo como observador y en matemática aplicada.[53][54]
- 1916 - Giovanni Boccardi - Investigación sobre la variación de la latitud; descubrimiento de un desigualdad sensible en el semiperíodo lunar.[55][56]
- 1917 - Alexandre Schaumasse - Descubrimiento del cometa 1917b (C/1917H1).[57][58]
- 1918 - Frédéric Sy - La totalidad de su obra astronómica.[59][60]
- 1919 - Felix Boquet - La totalidad de su obra científica.[61][62]
- 1920 - Ernest Maubant - Cálculo de perturbaciones del cometa Tempel-Swift.[63][64]
- 1921 - Jean Trousset - Investigación sobre estrellas dobles, los errores de los círculos graduados, y los estudios de la luna de Júpiter, Pasiphae.[65]
- 1922 - Jean François Chazy - Artículos sobre el problema de los tres cuerpos.[66][67]
- 1923 - Walter Sydney Adams - Trabajo sobre espectroscopia solar y estelar.[68][69]
- 1924 - Sin premio.[70]
- 1925 - Vojislav Michkovitch (o Vojislav Mišković) - Trabajo en estadística estelar.[71][72]
- 1926 - Frank Schlesinger - Labores astronómicas, especialmente por sus trabajos en el paralaje estelar.[73][74]
- 1927 - Lucien d'Azambuja - Trabajo en sobre las manchas solares, fulguraciones solares, y la cromosfera solar.[75]
- 1928 - George Van Biesbroeck - La totalidad de su obra astronómica.[76][77]
- 1929 - Louis Dunoyer de Segonzac - Investigación sobre niveles de burbuja y sobre células fotoeléctricas.[78][79]
- 1930 - Gilbert Rougier - Trabajo sobre células fotoeléctricas.[80]
- 1931 - Henri Chretien - Invención de la lente anamórfica.[81]
- 1932 - Jean Dufay - Trabajo en fotometría astronómica.[82]
- 1933 - Henri Labrouste - Investigación sobre los fenómenos solares periódicos.[83]
- 1934 - Ferdinand Quenisset - Observaciones sobre cometas.[84]
- 1935 - Raymond Tremblot - Por la totalidad de su obra astronómica.[85]
- 1936 - André Couder - Trabajos sobre instrumentos ópticos.[86]
- 1937 - Maurice Burgaud - Trabajo en Shanghái, China sobre el campo magnético terrestre.[87]
- 1938 - Pierre Lacroute - Trabajo en astronomía física.[88]
- 1938 - René Bernard - Trabajo sobre "la luz del cielo nocturno".[89]
- 1940 - Jeanne Clavier - Trabajo sobre un mapa fotográfico del cielo.[90]
- 1941 - Junior Gauzit - Investigación en astronomía física.[91]
- 1942 - Jean Rösch - Trabajo en astronomía física.[92][93]
- 1943 - Rose Sainturier (Rose Bonnet de soltera) - Trabajo sobre estrellas dobles.[94]
- 1944-1945 - No adjudicado.[95][96]
- 1946 - Raoul Goudey - Trabajo sobre la gravedad.[97]
- 1947-1948 - No adjudicado.[98][99]
- 1949 - Jean Delhaye - Trabajo en estadísticas estelares.[100]
- 1950-1958 - No adjudicado.[101][102][103][104][105][106][107][108][109]
- 1959 - Fernan Nahon - Trabajo sobre estadística y dinámica estelares.[110]
- 1960-1968 - No concedido.[111][112][113][114][115][116][117][nota 1]
- 1969 - André Baranne - Trabajo sobre astronomía óptica.[118]
- 1970 - No concedido.[119]